# بكسل سي
بكسل سي (بالإنجليزية: Pixel C)مقاس 10.2 بوصة (260 مم) جهاز لوحي يعمل بنظام أندرويد تم تطويره وتسويقه بواسطة جوجل. تم الكشف عن الجهاز خلال حدث إعلامي في 29 سبتمبر 2015. في 9 أكتوبر 2018, خلفه Pixel Slate.

## تحديد

### المعدات
يتم تشغيل بكسل سي بواسطة نظام إنفيديا تيجرا X1 ثماني النواة على شريحة، والذي يعتمد على ARM's «الكبيرة. LITTLE» العمارة: أربع نوى أسرع، بينما هي أربعة آخرين أبطأ وأكثر كفاءة في استهلاك الطاقة يضم 3 غيغابايت من ذاكرة الوصول العشوائي والنماذج متوفرة مع 32 غيغابايت و 64 غيغابايت من التخزين. يتميز بكسل سي 10.2 بوصة (260 مـم) لوحة IPS بدقة 2560 × 1800 بكثافة بكسل 308 نقطة في البوصة.
يتوفر ملحق لوحة مفاتيح اختياري لجهاز بكسل سي. يمكن توصيل الكمبيوتر اللوحي بلوحة المفاتيح مغناطيسيًا عبر مفصل (لاستخدامه كطبقة صغيرة), أو يمكن توصيل لوحة المفاتيح بالجزء الأمامي أو الخلفي من الجهاز اللوحي للتخزين. تتصل لوحة المفاتيح عبر البلوتوث وهي تعمل بالبطارية، عندما يتم قطع لوحة المفاتيح في الجزء الأمامي من الجهاز اللوحي، يمكن شحنها بالحث بواسطة الجهاز اللوحي.

### برمجة
يتم شحن بكسل سي مع أندرويد مارش مالو. تم إصدار أندرويد نوجا لهاتف بكسل سي، من بين أجهزة أخرى، في 22 آب. أصدرت جوجل نظام أندرويد نوغا لجهاز بكسل سي (من بين الأجهزة الأخرى) في كانون الأول 2016.
تم إصدار أندرويد7.1.2 في آذار 2017 , أضافت Pixel Launcher و System UI, بالإضافة إلى قائمة التطبيقات الحديثة المعاد تصميمها مع تخطيط جديد قائم على الشبكة. ومع ذلك، يقال أن Pixel Launcher الذي يعمل به بكسل سي منفصل عن المشغل الذي تشغله هواتف بكسل، على الرغم من أنهما متشابهان للغاية بصريًا، إن لم يكن متطابقًا.
أصدرت جوجل أندرويد أوريو (بدون ميزة Treble لتحديثات النظام المستقل للجهاز) لجهاز بكسل سي، من بين الأجهزة الأخرى، في آب 2017. تم إصدار أندرويد أوريو لهاتف بكسل سي بالإضافة إلى بعض الأجهزة الأخرى في 5 كانون الأول 2017.

## روابط خارجية
- الموقع الرسمي